# Monte Cavalbianco
Il monte Cavalbianco è una cima dell'Appennino tosco-emiliano di 1.855 metri di altezza sul livello del mare.
La montagna rientra nel territorio dell'ex "Parco del Gigante", ora facente parte del Parco nazionale dell'Appennino Tosco-Emiliano, ed è completamente compreso nella provincia di Reggio Emilia in quanto non è situato sul crinale spartiacque tra Emilia e Toscana.

## Geografia
Il monte Cavalbianco domina il passo di Pradarena, valico di importanza anche storica, già conosciuto in epoca Romana, e che collega la pianura Padana con la Garfagnana.
Dalle pendici del monte hanno origine numerosi torrenti come il rio Pradarena il rio del Tornello e canale di Cavorsella, che confluiscono, a loro volta, in due torrenti tributari del fiume Secchia, il Riarbero e l'Ozola.